# ونسا ال. ویلیامز
ونسا ال. ویلیامز (انگلیسی: Vanessa L. Williams؛ زاده ۱۸ مارس ۱۹۶۳) خواننده، طراح مد، هنرپیشه و ملکه زیبایی اهل آمریکا است. وی از سال ۱۹۸۳ میلادی تاکنون مشغول فعالیت بوده‌است. او برنده دوشیزه آمریکا ۱۹۸۴ به نمایندگی از نیویورک شده است.

## گزیده از فیلمشناسی
از فیلم‌ها یا برنامه‌های تلویزیونی که وی در آن نقش داشته‌است می‌توان به آثار زیر اشاره کرد.
- هنرمند مخ‌زنی (فیلم) (۱۹۸۷)
- پاک‌کن (فیلم) (۱۹۹۶)
- ادیسه (۱۹۹۷)
- گردن کلفت (۱۹۹۷)
- با من برقص (۱۹۹۸)
- ماجراهای المو در گروچ‌لند (۱۹۹۹)
- روشنش کن (۱۹۹۹)
- شفت (۲۰۰۰)
- هانا مونتانا: فیلم (۲۰۰۹)
- سفر به دهلی (۲۰۱۱)
- وقتی مارنی آنجا بود (۲۰۱۴)
- مردی از زمین: هولوسن (۲۰۱۷)
- بتمن: هاش (۲۰۱۹)
- دن کیشوت (فیلم ۲۰۰۰) (۲۰۰۰)
- الی مک‌بل (۲۰۰۲)
- بتی بی‌ریخته (۲۰۰۶–۲۰۱۰)
- کدبانوهای وامانده (۲۰۱۰–۲۰۱۲)
- پارک خیابان ۶۶۶ (۲۰۱۲–۲۰۱۳)
- او بسیار مشهورتر از تو است (۲۰۱۳)
- همسر خوب (۲۰۱۵)
- خانواده امروزی (۲۰۱۷)